# Fortaleza de Maubara
La Fortaleza de Maubara es una pequeña fortaleza colonial neerlandesa ubicada en la ciudad timorense oriental de Maubara, en el municipio de Liquiçá. El fuerte, de planta rectangular, en cuyo muro aún se mantienen en pie dos cañones, es el edificio más llamativo de la localidad. Se encuentra justo en la entrada de Maubara. El fuerte es propiedad del Estado, pero está gestionado por la asociación local Mós Bele.

## Historia

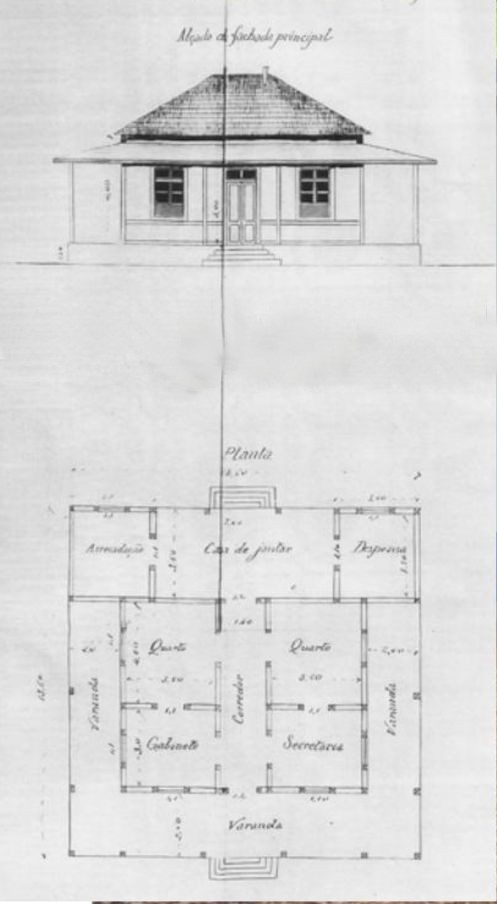
Plano histórico del fuerte

En 1667, Maubara se alió con los neerlandeses, quienes construyeron la fortaleza en 1756 para asegurar sus reclamos coloniales. Maubara se convirtió en un enclave neerlandés en el Timor portugués.
En 1758, dos barcos de Sikka, aliados de Portugal, atacaron Maubara. La Compañía Neerlandesa de las Indias Orientales (VOC) respondió enviando dos barcos desde Kupang para apoyar al gobernante de Maubara, José Xavier Doutel.Tras la exitosa defensa, una unidad de cien soldados europeos y balineses, bajo el mando de Jacob Pietersz, fue enviada a Maubara para ampliar el fuerte. El recinto pasó a tener un diámetro de 80 pies y con paredes de seis pies de espesor. Sin embargo, esto no fue suficiente como medida disuasoria, ya que cuando Pietersz regresó a Maubara con nuevos soldados en 1759, sufrieron nuevos ataques.
El siguiente ataque portugués tuvo lugar en 1760. Un barco de la VOC con Mardicas llegó en ayuda de Maubara. Ese año, el comandante alemán de la VOC, Hans Albrecht von Plüskow, perdió la vida. Como resultado, casi toda la guarnición de la fortaleza recibió la orden de regresar a Kupang en 1761. Sólo quedaron doce soldados europeos. Por ello, Doutel solicitó refuerzos de Kupang y Batavia. Para enfatizar su petición, envió grandes cantidades de sándalo y cera de abejas como regalo. Los siguientes años fueron turbulentos. En 1790, el gobernante topasse Pedro da Hornay atacó Maubara en nombre de Portugal, aunque el ataque fue rechazado. Lo único que Topaz logró con esta acción fue que Maubara renovara su alianza con los Países Bajos y plantara la bandera neerlandesa. De 1796 a 1799, Maubara, junto con el Sonba'i, estuvo nuevamente en guerra con los portugueses.
Sin embargo, en el Tratado de Lisboa de 1859, los neerlandeses acordaron ceder Maubara a los portugueses como parte de un intercambio territorial más amplio. La entrega se produjo en abril de 1861.
El edificio dentro del fuerte data de la segunda mitad del siglo XX y sirvió como sede de la administración local de Maubara. Actualmente alberga un restaurante.

## Galería

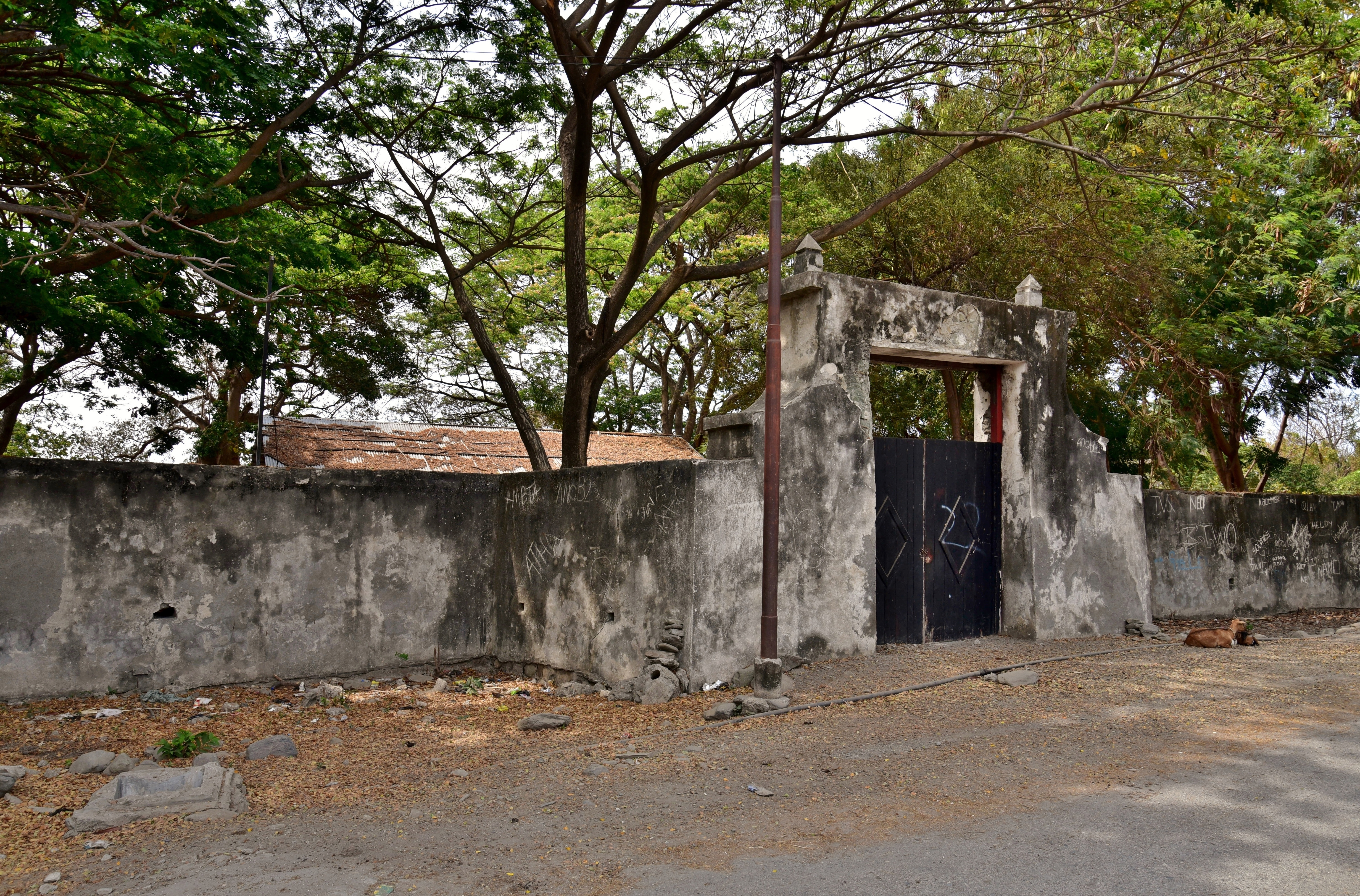
Segunda puerta en la parte trasera
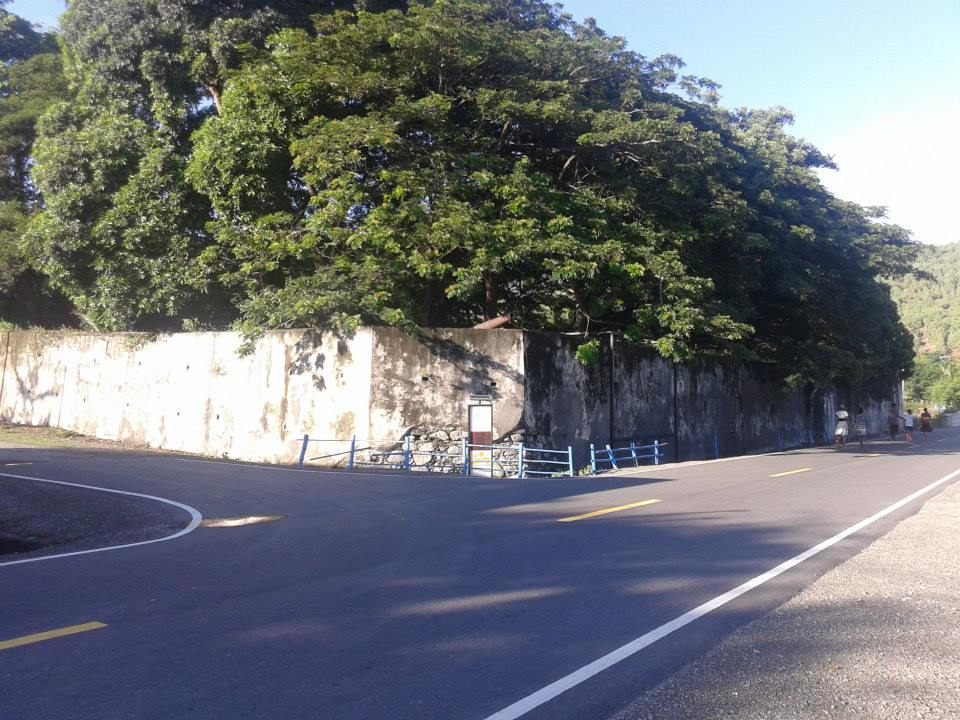
Esquina del fuerte junto a la carretera
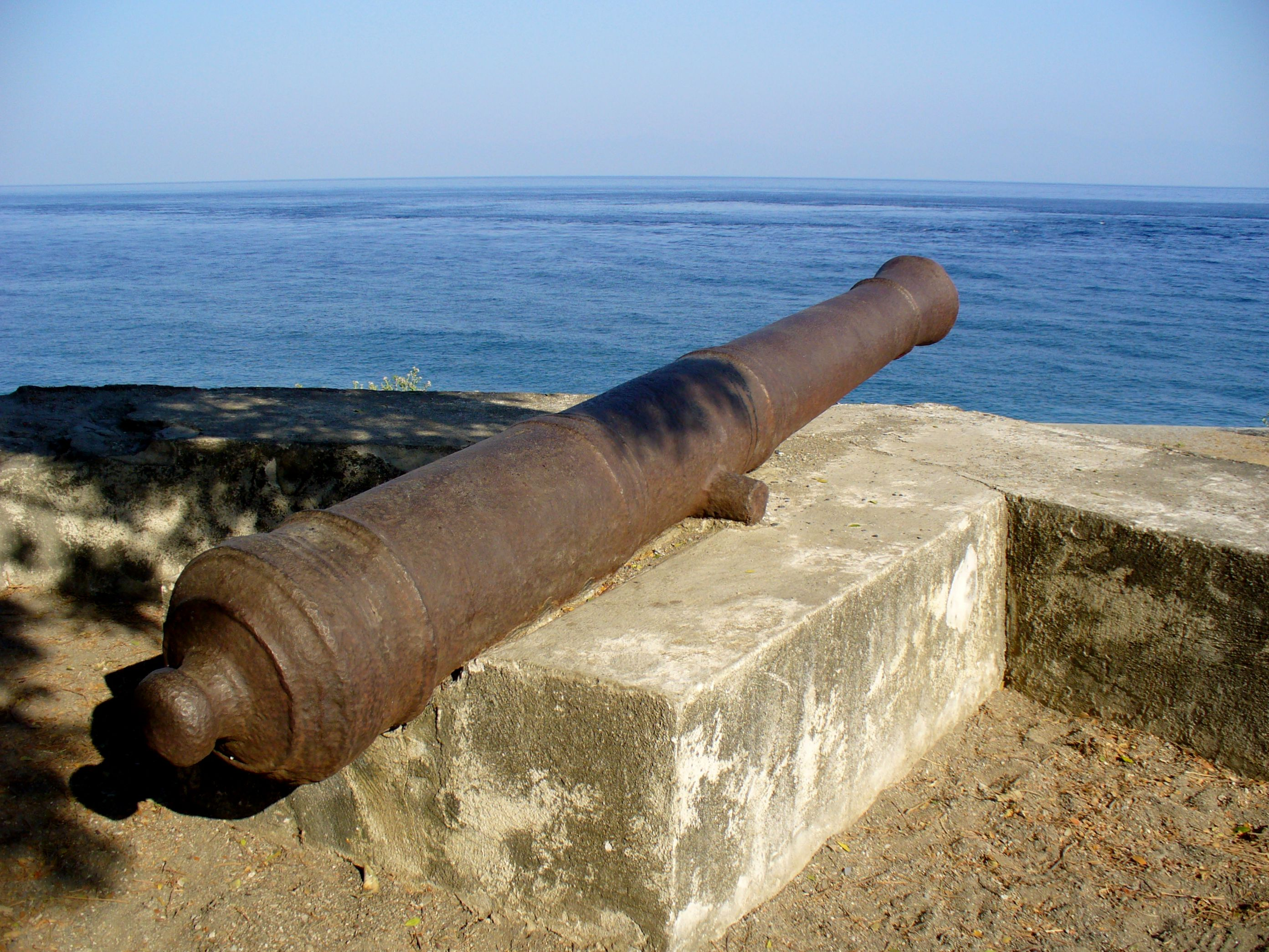
Cañón del fuerte apuntando al mar
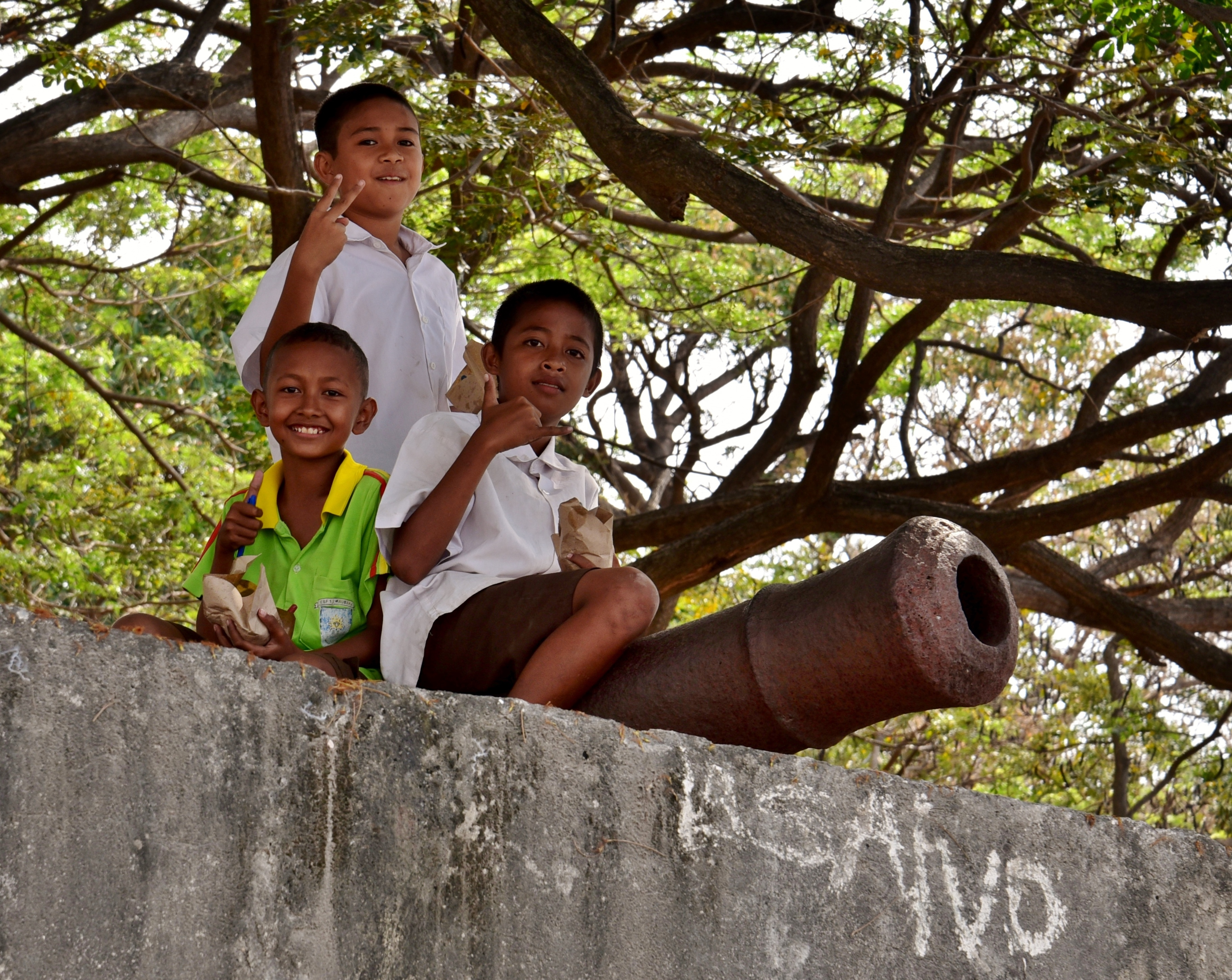
Segundo cañón
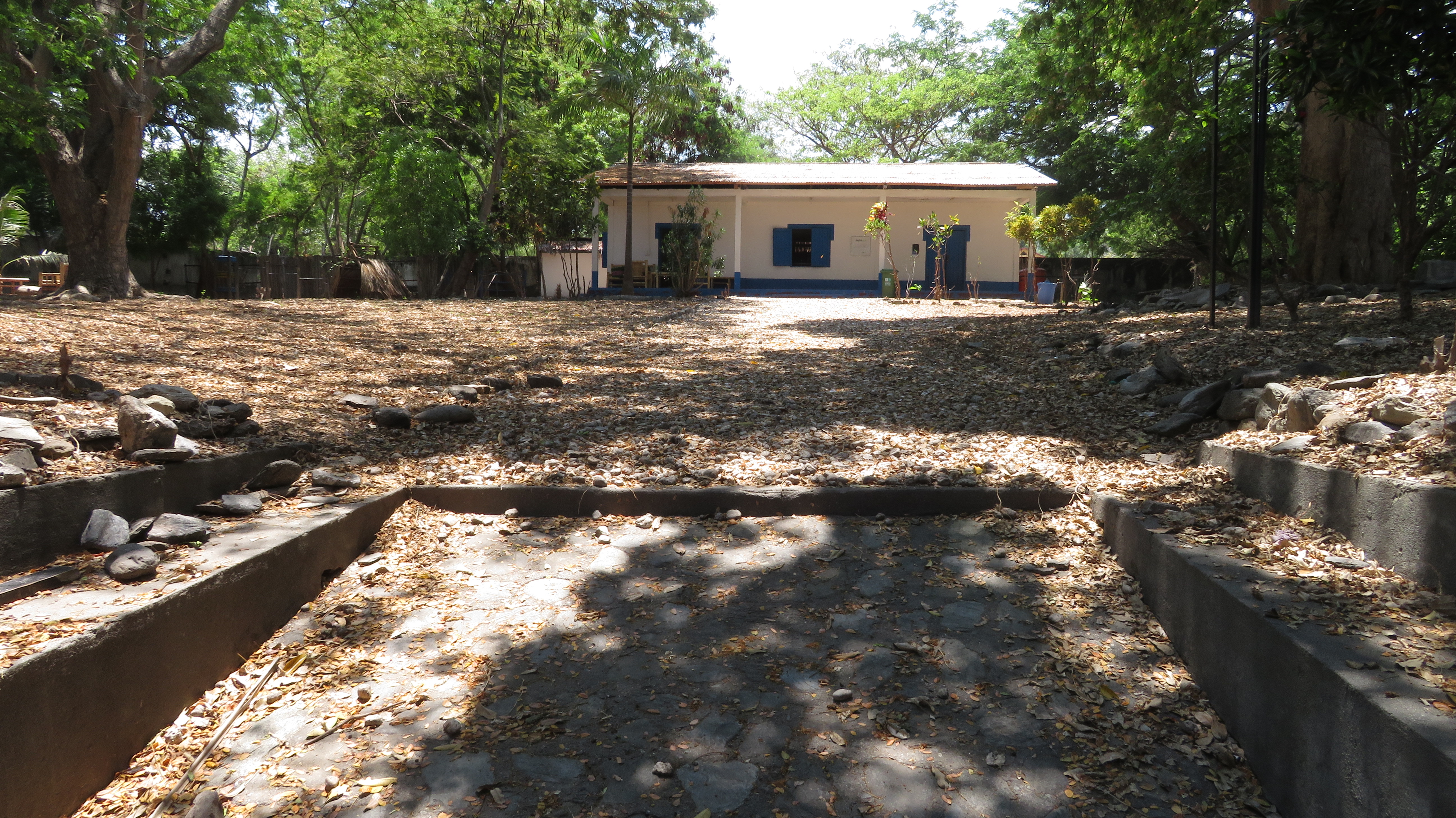
Interior de la fortaleza desde la entrada
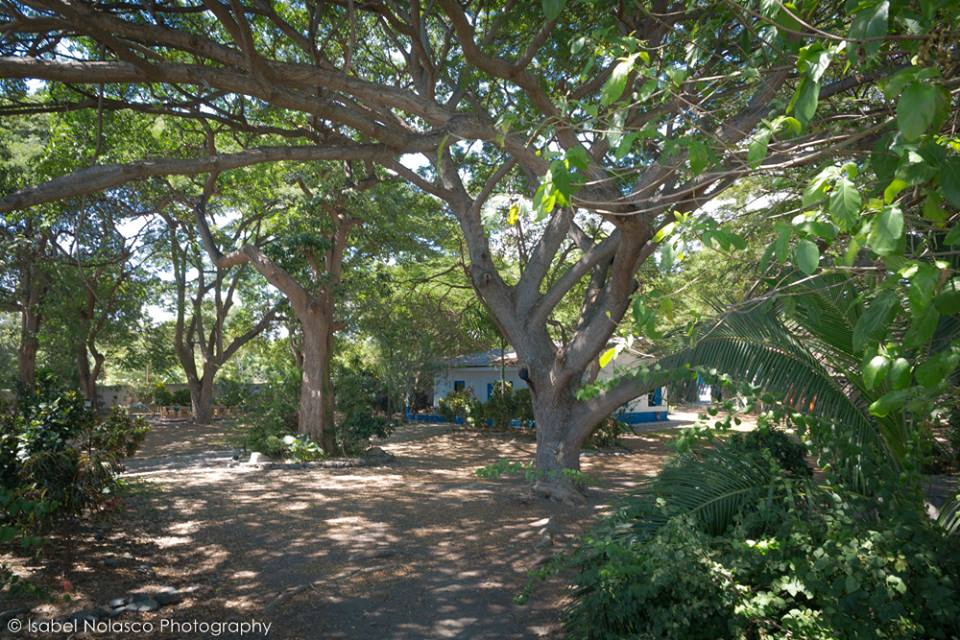
Vegetación en el interior de la fortaleza.